# San José Fiu
San José Fiu är en ort i Mexiko.   Den ligger i kommunen Aldama och delstaten Chiapas, i den sydöstra delen av landet, 700 km öster om huvudstaden Mexico City. San José Fiu ligger 2 053 meter över havet och antalet invånare är 239.
Terrängen runt San José Fiu är kuperad västerut, men österut är den bergig. Runt San José Fiu är det ganska tätbefolkat, med 166 invånare per kvadratkilometer. Närmaste större samhälle är San Cristóbal de las Casas, 18,5 km söder om San José Fiu. Omgivningarna runt San José Fiu är en mosaik av jordbruksmark och naturlig växtlighet.